# Ponthieva schaffneri
Ponthieva schaffneri là một loài thực vật có hoa trong họ Lan. Loài này được (Rchb.f.) E.W.Greenw. miêu tả khoa học đầu tiên năm 1990.